# Escut de Fortaleny
L'escut de Fortaleny és un símbol representatiu oficial de Fortaleny, municipi del País Valencià, a la comarca de la Ribera Baixa. Té el següent blasonament:
| « | Escut quadrilong de punta redona, migpartit i truncat. Al primer quarter, en camp d'atzur, una torre d'or, maçonada i aclarida de sable. Al segon quarter, en camp d'argent, una corneta de sable. Al tercer quarter, en camp de gules, una tau d'or. Per timbre, una corona reial oberta. | » |

## Història
L'escut fou aprovat per Resolució de 14 de setembre de 2000, del conseller de Justícia i Administracions Públiques, publicada al DOGV núm. 3.854, de 10 d'octubre de 2000.
A la part de dalt, hi apareixen les armories dels Rocafull, antics senyors de Fortaleny. A sota, la creu de tau és el senyal de sant Antoni Abat, patró del poble i titular de la parròquia.
A l'Arxiu Històric Nacional es conserva l'empremta d'un segell en tinta de l'Alcaldia de Fortaleny, de 1876, on hi apareix una torre.

Segell de l'Alcaldia (AHN, 1876).